# Hulpkas voor Ziekte- en Invaliditeitsverzekering
De Hulpkas voor Ziekte- en Invaliditeitsverzekering (HZIV) is een Belgische openbare instelling van de sociale zekerheid. 

## Wettelijke
De HZIV is in België verantwoordelijk voor de uitkeringen aan alle sociaal verzekerden, die geen lid zijn van een private of levensbeschouwelijk ziekenfonds of mutualiteit.
De Hulpkas voor Ziekte- en Invaliditeitsverzekering doet de terugbetalingen voor de kosten die door de verzekerde werd gemaakt in geneeskundige verzorging, alsook het loonverlies en in het ergste geval een uitkering voor de begrafeniskosten.
Het officiële orgaan beperkt zich tot de wettelijke verzekeringen. De andere ziekenfondsen bieden eigen diensten, begeleiding en verzekeringen aan en treden ook op als drukkingsgroep naar de overheid toe.

### Opdrachten voor de voormalig verzekerden van de Hulp- en Voorzorgskas voorZeevarenden(HVKZ)
Sinds 1 januari 2018 heeft de HZIV officieel de taken inzake sociale ondersteuning en geneeskundige verzorging voor de actieve verzekerden van de Belgische koopvaardij overgenomen.
Voor deze verzekerden treedt de HZIV op als verzekeringsinstelling en verzekert zij alle verstrekkingen van de verplichte ziekte- en invaliditeitsverzekering.
Deze dossiers worden verwerkt door een specifieke dienst van HZIV-Antwerpen.

### Opdrachten voor de rechthebbenden met een nationaal statuut
Sinds 1 mei 2017 heeft de HZIV gedeeltelijk de opdrachten overgenomen van het Nationaal Instituut voor Oorlogsinvaliden, Oud-strijders en Oorlogsslachtoffers (NIOOO).
De erkende slachtoffers van terreurdaden maken eveneens deel uit van de gebruikers van de HZIV om een bijkomende tegemoetkoming te ontvangen in het kader van het statuut van Nationale solidariteit.
Hun dossiers worden verwerkt door de directie Oorlogsslachtoffers die deel uitmaakt van het Centraal bestuur van de HZIV te Brussel.

### Andere opdrachten
De HZIV voert verschillende opdrachten uit voor andere instellingen of een beperkter publiek. Deze opdrachten kunnen ofwel permanent zijn ofwel beperkt in de tijd.
Het gaat bijvoorbeeld om het project Mediprima, de controle van de verzekerbaarheid in het buitenland ,…

### Controle en beheer
Als openbare instelling staat de HZIV onder de leiding van een paritair samengesteld Beheerscomité ter vertegenwoordiging van de werknemers- en werkgeversorganisaties.
Het Beheerscomité ondertekent een Bestuursovereenkomst voor 3 jaar met de toezichthoudend minister.
Als federale instelling wordt de HZIV gecontroleerd door het Rekenhof.

## Op deze pagina
- Opdrachten in het kader van de verplichte ziekte- en invaliditeitsverzekering
- Opdrachten voor de voormalig verzekerden van de Hulp- en Voorzorgskas voor Zeevarenden (HVKZ)
- Opdrachten voor de rechthebbenden met een nationaal statuut
- Andere opdrachten
- Controle en beheer

## Links
Organigram
Jaarverslagen
HZIV-info
- Deel op X